# Gilbertiodendron bilineatum
Gilbertiodendron bilineatum é uma espécie vegetal da família Fabaceae.
Pode ser encontrada nos seguintes países: Costa do Marfim, Gana, Libéria e Serra Leoa.
Está ameaçada por perda de habitat.